# Communauté de communes du Canton d’Hucqueliers et Environs
Die Communauté de communes du Canton d’Hucqueliers et Environs war ein französischer Gemeindeverband mit der Rechtsform einer Communauté de communes im Département Pas-de-Calais in der Region Hauts-de-France. Sie wurde am 27. Dezember 1996 gegründet und umfasste 24 Gemeinden. Der Verwaltungssitz befand sich im Ort Hucqueliers.

## Historische Entwicklung
Am 1. Januar 2017 wurde der Gemeindeverband mit der Communauté de communes du Canton de Fruges zur neuen Communauté de communes du Haut Pays du Montreuillois zusammengeschlossen.

## Ehemalige Mitgliedsgemeinden
1. Aix-en-Ergny
2. Alette
3. Avesnes
4. Bécourt
5. Beussent
6. Bezinghem
7. Bimont
8. Bourthes
9. Campagne-lès-Boulonnais
10. Clenleu
11. Enquin-sur-Baillons
12. Ergny
13. Herly
14. Hucqueliers
15. Humbert
16. Maninghem
17. Parenty
18. Preures
19. Quilen
20. Rumilly
21. Saint-Michel-sous-Bois
22. Verchocq
23. Wicquinghem
24. Zoteux